# Albert Ehrenstein
Œuvres principales
Tubutsch (1911)
Albert Ehrenstein, né le 23 décembre 1886 à Vienne en Autriche-Hongrie et mort le 8 avril 1950 à New York aux États-Unis, est un poète expressionniste autrichien. Il est le frère de l'écrivain Carl Ehrenstein.
La poésie d'Ehrenstein rejette les valeurs bourgeoises et témoignage d'une fascination pour l'Orient, en particulier pour la Chine. Ehrenstein passe la plus grande partie de sa vie à Berlin tout en voyageant en Europe, en Afrique et en Extrême-Orient. En 1930 il voyage en Palestine et publie ses impressions dans une série d'articles.
Peu avant l'arrivée au pouvoir des Nazis, il s'exile pour la Suisse et pour les États-Unis où il meurt en 1950.

## Œuvres

### Poésie
- Der Mensch Schreit (1916)
- Die rote Zeit (1917)
- Briefe an Gott (1922)
- Das gelbe Lied (1933) – adaptation of Chinese poetry

### Fiction
- Tubutsch (1911)
- Der Selbstmord eines Katers (1912)
- Ritter des Todes (1926)
- Gedichte und Prosa (posthumous edition – Jerusalem: 1961)

## Sources
- Ehrenstein, Albert, article dans l'Encyclopaedia Judaica.
- A. Beigel, Erlebnis und Flucht im Werk Albert Ehrensteins, 1966.
- (de) Wilhelm Sternfeld, Eva Tiedemann, 1970, Deutsche Exil-Litteratur 1933-1945 deuxième édition augmentée, Heidelberg, Verlag Lambert Schneider.